# 1467
| [ Edytuj tabelę ]                          | |
| Król Polski                                | - 1447 Kazimierz IV Jagiellończyk 1492 |
| Książę Albanii                             | - 1443 Skanderbeg 1468 - 1446 Lekë Dukagjini 1481 |
| Współksiążęta Andory                       | - 1467 Roderic de Borja i Escriva 1472 - 1436 Gaston IV 1472 |
| Król Anglii                                | - 1461 Edward IV 1470 |
| Król Aragonii i Walencji, hrabia Barcelony | - 1458 Jan II Aragoński 1479 |
| Władca Azteków                             | - 1440 Montezuma I 1468 |
| Elektor Brandenburgii                      | - 1440 Fryderyk II Żelazny 1471 |
| Książę Bawarii-Landshut                    | - 1450 Ludwik IX Bogaty 1479 |
| Książę Bawarii-Monachium                   | - 1460 Zygmunt 1501 - 1465 Albert IV Mądry 1503 |
| Książę Burgundii                           | - 1419 Filip III Dobry 1467 - 1467 Karol Śmiały 1477 |
| Sułtan Brunei                              | - 1433 Sulaiman 1473 |
| Cesarz Chin                                | - 1464 Chenghua 1487 |
| Król Cypru                                 | - 1464 Jakub II 1473 |
| Król Czech                                 | - 1458 Jerzy z Podiebradów 1471 |
| Król Danii                                 | - 1448 Chrystian I 1481 |
| Dalajlama                                  | - 1391 Gendun Drup 1474 |
| Władca Egiptu                              | - 1461 Chuszkadan 1467 - 1467 Jalbaj 1467 - 1467 Timurbugha 1468 |
| Cesarz Etiopii                             | - 1434 Zara Jaykob Konstantyn 1468 |
| Król Francji                               | - 1461 Ludwik XI 1483 |
| Hrabia Holandii                            | - 1433 Filip III Dobry (z Burgundii) 1467 - 1467 Karol Śmiały 1477 |
| Władca Inków                               | - 1438 Pachacutec 1471 |
| Cesarz Japonii                             | - 1464 Go-Tsuchimikado 1500 |
| Kalif                                      | - 1455 Al-Mustandżid 1479 |
| Król Kastylii i Leónu                      | - 1454 Henryk IV 1474 |
| Patriarcha Konstantynopola                 | - 1466 Dionizy I 1471 |
| Władca Korei                               | - 1455 Sejo 1468 |
| Wielki książę litewski                     | - 1440 Kazimierz IV Jagiellończyk 1492 |
| Cesarz Majapahitu                          | - 1466 Suraprabhawa 1474 |
| Książę Mediolanu                           | - 1466 Galeazzo Maria 1476 |
| Senior Monako                              | - 1458 Lambert Grimaldi 1494 |
| Wielki książę moskiewski                   | - 1462 Iwan III Srogi 1505 |
| Król Nawarry                               | - 1441 Jan II Aragoński 1479 |
| Król Norwegii                              | - 1450 Chrystian I 1481 |
| Sułtan Omanu                               | - 1451 Umar ibn al-Chattab 1490 |
| Elektor Palatynatu                         | - 1449 Fryderyk I 1476 |
| Papież                                     | - 1464 Paweł II 1471 |
| Król Portugalii                            | - 1438 Alfons V 1481 |
| Cesarz Rzymski (niemiecki)                 | - 1440 Fryderyk III Habsburg 1493 |
| Kapitanowie Regenci San Marino             | - 1466 Girolamo di Francesco Belluzzi Cecco di Giovanni da Valle 1467 - 1467 Giacomo di Marino Riccio di Andrea 1467 - 1467 Simone di Antonio Belluzzi Maurizio di Antonio 1468 |
| Elektor Saksonii                           | - 1464 Ernest Wettyn 1486 |
| Król Szkocji                               | - 1460 Jakub III 1488 |
| Król Szwecji                               | - 1466 Eryk Axelsson (Tott) 1467 - 1467 Karol VIII Knutsson Bonde 1470 |
| Król Tajlandii                             | - 1448 Borommatrailokkanat 1488 |
| Sułtan Turków                              | - 1451 Mehmed II Zdobywca 1481 |
| Doża Wenecji                               | - 1462 Cristoforo Moro 1467 |
| Król Węgier                                | - 1458 Maciej Korwin 1490 |
| Cesarz Wietnamu                            | - 1460 Lê Thánh Tông 1497 |
| Wielki mistrz zakonu krzyżackiego          | - 1450 Ludwig von Erlichshausen 1467 - 1467 Heinrich Reuss von Plauen 1470 |

Rok 1467 / MCDLXVII
stulecia: XIV wiek ~
XV wiek ~
XVI wiek

lata: 1457 «
1462 «
1463 «
1464 «
1465 «
1466 «
1467
» 1468
» 1469
» 1470
» 1471
» 1472
» 1477

## Wydarzenia w Polsce
- Kazimierz Jagiellończyk ustanowił Jana Długosza wychowawcą swoich synów.
- W Krakowie wybuchła zaraza. Król z królową udali się na Litwę, dzieci królewskie przebywały w klasztorze tynieckim.
- Powstał tryptyk Trójcy Świętej w katedrze wawelskiej.
- Zmarł w Braniewie biskup warmiński Paweł Legendorf, na jego następcę kapituła wybrała Mikołaja Tungena, co zapoczątkowało konflikt z królem Polski, który nie zaakceptował tego wyboru.
- Rzgów otrzymał prawa miejskie.
- 3 maja-22 maja – w Piotrkowie obradował sejm walny[1].

## Wydarzenia na świecie
- 26 marca – w Lhotce pod Rychnovem odbył się pierwszy synod gmin braci czeskich.
- 15 czerwca – Karol Śmiały został księciem Burgundii.
- 15 grudnia – Hospodar mołdawski Stefan III Wielki pokonał w bitwie pod Baią węgierskich najeźdźców pod wodzą króla Macieja Korwina.

## Urodzili się
- 1 stycznia – Zygmunt I Stary, król Polski (zm. 1548)
- 2 lutego – Kolumba z Rieti, włoska dominikanka, błogosławiona katolicka (zm. 1501)
- 22 lutego - Maciej Drzewicki, prymas Polski, kanclerz wielki koronny (zm. 1535)
- 28 października – Erazm z Rotterdamu, holenderski filolog, filozof, pedagog, jeden z czołowych humanistów odrodzenia, propagator kultury antycznej, pisarz, myśliciel chrześcijański (zm. 1536)
- Jan Haller, księgarz, wydawca, właściciel drukarni w Krakowie (zm. 1525)
- Krzysztof Szydłowiecki, kanclerz wielki koronny, wojewoda krakowski (zm. 1532)

## Zmarli
- Bunsei, japoński malarz